# Pierre Nguyễn Văn Nhơn

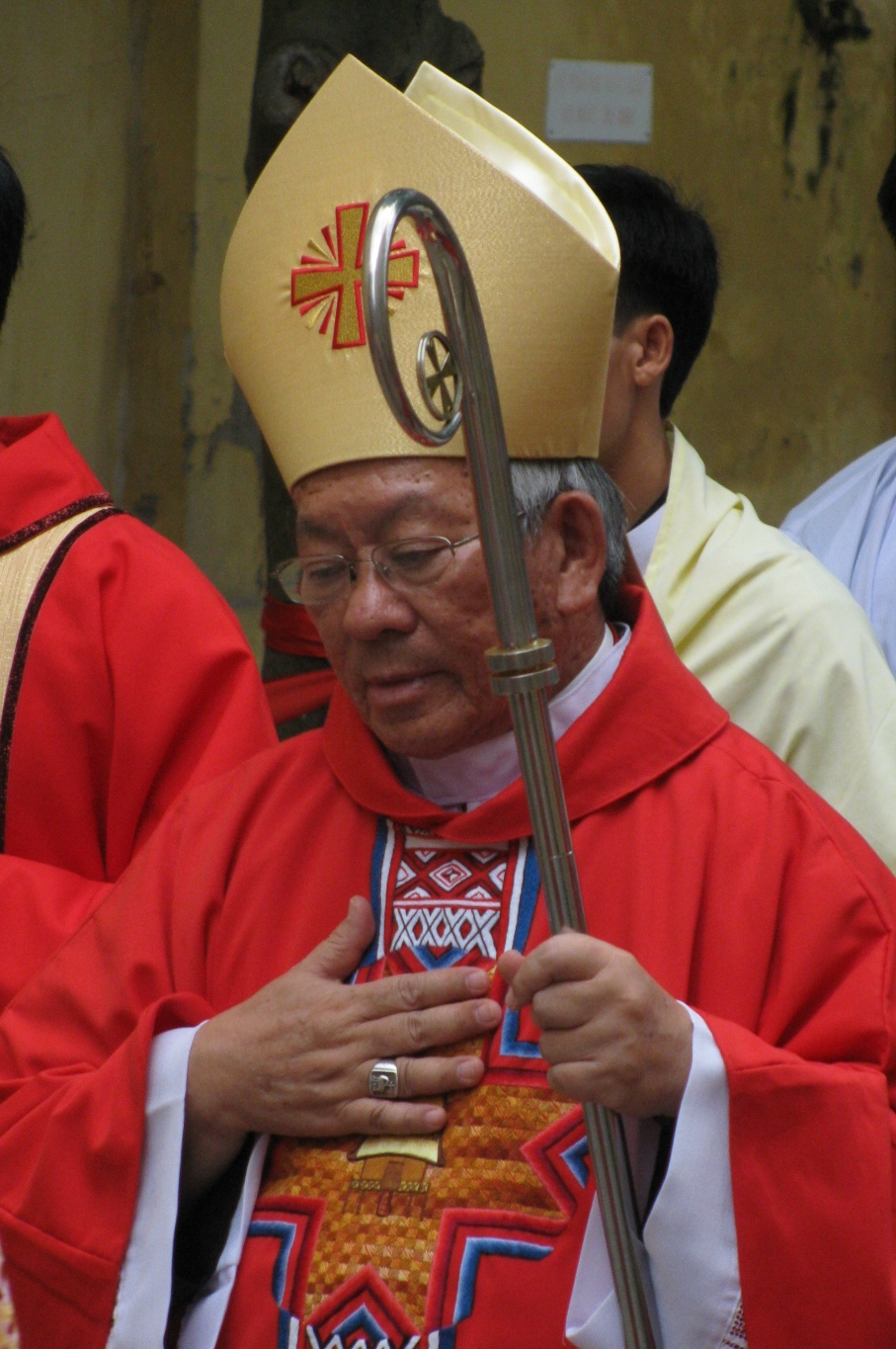
Erzbischof Pierre Nguyễn Văn Nhơn (2010)

Kardinalswappen

Pierre Kardinal Nguyễn Văn Nhơn (vietnamesisch: Phêrô Nguyễn Văn Nhơn; * 1. April 1938 in Đà Lạt) ist ein vietnamesischer Geistlicher und emeritierter römisch-katholischer Erzbischof von Hanoi.

## Leben
Sein Name kombiniert westliche Namenstradition (Pierre als Vorname vor den Familiennamen Nguyễn) mit vietnamesischer (Văn Nhơn als persönlicher Name steht hinter dem Familiennamen).
Pierre Nguyễn Văn Nhơn trat am 26. Oktober 1949 in das St. Joseph Seminar in Saigon (heute Ho-Chi-Minh-Stadt) ein. Von 1958 bis 1967 studierte er Philosophie und Katholische Theologie am Priesterseminar Pius X. in Đà Lạt. Pierre Nguyễn Văn Nhơn empfing am 21. Dezember 1967 das Sakrament der Priesterweihe.
Von 1968 bis 1972 war er Professor am Priesterseminar in Đà Lạt und von 1972 bis 1975 war er Regens der Priesterseminars in Đà Lạt. Am 1. April 1975 wurde Pierre Nguyễn Văn Nhơn Pfarrer der Domgemeinde in Đà Lạt und am 10. September 1975 wurde er zudem Generalvikar des Bistums Đà Lạt.  
Am 11. Oktober 1991 ernannte ihn Papst Johannes Paul II. zum Koadjutorbischof von Đà Lạt. Die Bischofsweihe spendete ihm der Bischof von Đà Lạt, Barthélémy Nguyễn Sơn Lâm PSS am 3. Dezember desselben Jahres; Mitkonsekratoren waren der Bischof von Nha Trang, Paul Nguyên Van Hòa, und der Bischof von Phan Thiêt, Nicolas Huynh Van Nghi. Pierre Nguyễn Văn Nhơn wählte sich den Wahlspruch “Illum oportet crescere” (deutsch: „Er muss wachsen“), der dem Evangelium nach Johannes (Joh 3,30 ) entstammt. Am 23. März 1994 wurde Pierre Nguyễn Văn Nhơn in Nachfolge von Barthélémy Nguyễn Sơn Lâm PSS, der zum Bischof von Thanh Hoá ernannt wurde, Bischof von Đà Lạt.
Am 22. April 2010 ernannte ihn Papst Benedikt XVI. zum Koadjutorerzbischof von Hanoi. Pierre Nguyễn Văn Nhơn wurde am 13. Mai 2010 in Nachfolge von Joseph Ngô Quang Kiệt, der aus Gesundheitsgründen zurücktrat, Erzbischof von Hanoi.
Im feierlichen Konsistorium vom 14. Februar 2015 nahm ihn Papst Franziskus als Kardinalpriester mit der Titelkirche San Tommaso Apostolo in das Kardinalskollegium auf.
Am 17. November 2018 nahm Papst Franziskus seinen altersbedingten Rücktritt an.

## Mitgliedschaften
Kardinal Nguyễn war Mitglied folgender Organisationen der Römischen Kurie:
- Kongregation für die Evangelisierung der Völker (seit 2015)[5]
- Päpstlicher Rat für Gerechtigkeit und Frieden (2015–2017)[5]

Pierre Nguyễn Văn Nhơn war seit 2007 zudem Vorsitzender der Vietnamesischen Bischofskonferenz.